# برد پارسکیل
بردلی جیمز پارسکیل (به انگلیسی: Bradley James Parscale؛ زاده ۳ ژانویه ۱۹۷۶) شناخته‌شده با نام برد پارسکیل یا برد پارسکال یک متخصص امور فناوری اطلاعات و مشاور سیاسی اهل ایالات متحده آمریکا است. او به عنوان مدیر رسانه‌های دیجیتال برای کمپین ریاست‌جمهوری دونالد ترامپ در سال ۲۰۱۶ فعالیت می‌کرد و هم‌اکنون ریاست کمپین ریاست‌جمهوری دونالد ترامپ در سال ۲۰۲۰ را بر عهده دارد.
پارسکیل با ابداع روش‌های تبلیغ انتخاباتی در شبکه‌های اجتماعی و برنامه‌ریزی راهبردی کمپین از طریق کلان‌داده شناخته می‌شود.

## کودکی و تحصیلات
برد پارسکیل در توپیکا در ایالت کانزاس زاده شد. دوایت پارسکیل، پدر او، دستیار دادستان ایالت کانزاس بود و در سال ۱۹۷۴ به عنوان یک دموکرات نامزد انتخابات کنگره ایالات متحده آمریکا شد. او پس از شکست در انتخابات، رستورانی تأسیس کرد و بعدها رئیس شرکت نیوتک شد. ریتا پارسکیل، مادر او نیز صاحب یک کسب‌وکار کوچک بود. پارسکیل در سال ۱۹۹۹ مدرک امور مالی، تجارت جهانی و اقتصاد خود را از دانشگاه ترینتی دریافت کرد.

## کسب‌وکار

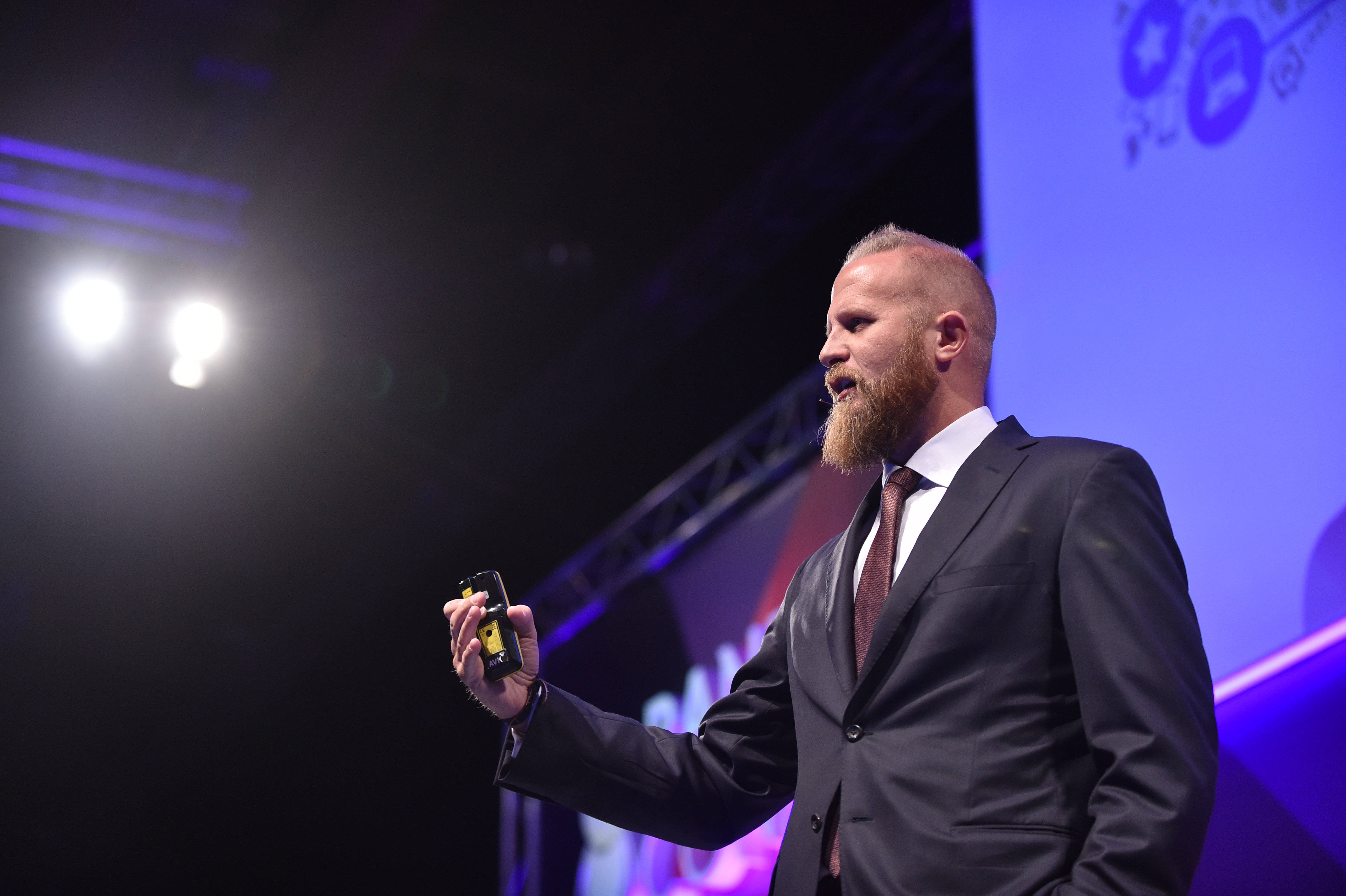
پارسکیل در همایش وب ۲۰۱۷

پارسکیل بعد از فارغ‌التحصیلی شروع به کار در شرکت فناوری پدرش کرد، تا این‌که شرکت مذکور ورشکسته شد. او در سال ۲۰۰۴ شرکت بازاریابی خودش را در سن آنتونیو در ایالت تگزاس بنیان‌نهاد که به موفقیت نسبی رسید. پارسکیل در سال ۲۰۱۱ به صورت اتفاقی با اریک ترامپ، فرزند دونالد ترامپ، آشنا شد و بین سال‌های ۲۰۱۱ تا ۲۰۱۵ طراحی وبگاههای مربوط به سازمان ترامپ را بر عهده داشت.

### انتخابات ۲۰۱۶
پارسکیل در فوریه ۲۰۱۵ طراحی وبگاه کمیته کاوش انتخاباتی دونالد ترامپ را بر عهده‌گرفت و در ژوئن همان سال، شرکت او توسعه وبگاه کمپین انتخاباتی ۲۰۱۶ دونالد ترامپ را انجام داد. کمی بعد، پارسکیل به جرد کوشنر، داماد ترامپ، پیشنهاد داد که مدیریت دیجیتال کمپین را بر عهده‌بگیرد. پارسکل با موافقت ترامپ کار خود را با تمرکز بر فیس‌بوک و استفاده از داده‌های شرکت کمبریج آنالیتیکا آغاز کرد. او همچنین مدیریت مالی بیش از ۱۰۰ میلیون دلار هزینه صرف شده برای تبلیغات اینترنتی را انجام داد.
پارسکیل با استفاده از کلان‌داده و هوش مصنوعی توانست رای‌دهندگان احتمالی را به کمپین ترامپ هدایت کند. نقش پارسکیل در پیروزی ترامپ توسط تحلیلگران، «پررنگ و چشمگیر» توصیف شده‌است. او همچنین به عنوان مشاور سیاسی ترامپ، از مبدعان شعار «آمریکا اول» بوده‌است.

### انتخابات ۲۰۲۰
پارسکیل پس از پیروزی در انتخابات ۲۰۱۶ تحلیل خود را اینگونه اعلام‌کرد که «اگر ترامپ به توییت کردن ادامه دهد، پیروز انتخابات ۲۰۲۰ خواهد بود.» او همچنین در مصاحبه‌ای خطاب به دونالد ترامپ گفت: «من را دوباره استخدام کن.» در نهایت ترامپ پس از اعلام نامزدی برای انتخابات ۲۰۲۰ ایالات متحده آمریکا، برد پارسکیل را به عنوان رئیس ستاد انتخاباتی خود معرفی کرد.